# Ульрих Страсбургский
Ульрих Страсбургский (также Ульрих Энгельберт; нем. Ulrich von Straßburg, ок. 1225—1277) — немецкий теолог и схоластический философ из Страсбурга, член Доминиканского ордена. Ученик Альберта Великого, известный в первую очередь работой «Сумма о благе».

## Биография
Ульрих Страсбургский происходил из знатной страсбургской семьи и вступил в Доминиканский орден. Обучение Ульриха проходило в 1248—1254 годах в Кёльнском доминиканском колледже. Ульрих был учеником Альберта Великого и стал его биографом, поддерживал с ним дружеские отношения. В эти годы Ульрих познакомился с изложением Альбертом Дионисийского корпуса и «Никомаховой этики» Аристотеля.
По завершении обучения Ульрих работал лектором в Страсбургском доминиканском конвенте и в 1272 году был избран провинциальным приором Немецкой доминиканской провинции. Умер в 1277 году по дороге в Париж, где в качестве бакалавра должен был читать «Сентенции» Петра Ломбардского для получения степени магистра.

## Труды
Основным трудом Ульриха является богословско-философский компендиум «Сумма о благе» (лат. De summo bono), написанный в 1265—1272 годах и сохранившийся в четырёх полных рукописях. В нём систематизированы философские и теологические идеи Альберта Великого, также Ульрих опирается на Аврелия Августина, Псевдо-Дионисия Ареопагита, Аристотеля и Фому Аквинского. Работа осталась неоконченной, по всей видимости, из-за смерти Ульриха Страсбургского (отсутствуют последние две из восьми запланированных книг).
По мнению Лориса Стурлезе, это сочинение, которое нельзя однозначно отнести ни к неоплатоническому, ни к аристотелианскому направлению, не может соперничать с «Суммой» Фомы Аквинского, но, по крайней мере, демонстрирует хорошо продуманную архитектонику и замечательную оригинальность. Например, в своём доказательстве существования Бога Ульрих приводит аргумент Эпикура «consensus omnium» и переданную Цицероном аристотелевскую версию мифа о пещере (трактат De natura deorum) в обоснование своей теории естественно вживлённого, привычного знания о Боге (cognitio Dei naturaliter inserta).
Имеется книга писем, содержащая не менее 13 писем на латинским языке, написанных Ульрихом в качестве провинциала. Три из них адресованы Альберту Великому. Они изданы в книге писем доминиканца Германа Минденского (Берлинская государственная библиотека) и опубликованы в 1891 году. Помимо этого, сохранилась немецкая проповедь Ульриха.
Ульрих Страсбургский был учителем Иоганна Фрайбургского, а также направил Дитриха Фрайбергского на обучение в Париж.

## Сочинения
«Сумма о благе»:
- Ulricus de Argentina, De summo bono, I—IV, edited by A. Beccarisi et al., Corpus philosophorum teutonicorum medii aevi I, vols 1-4, Hamburgh, Meiner, 1987—2008.
- рус. пер.: Сумма о благе (кн. II, тр. 3, гл. 4: О красоте). — В кн.: История эстетики. Памятники мировой эстетической мысли, т. 1. М., 1962, с. 291—301.